# Samling för Mali
Samling för Mali, Rassemblement Pour le Mali (RPM), är ett socialistparti i Mali, vars partiledare och grundare Ibrahim Boubacar Keïta vann presidentvalet i Mali 2013.